# Фосатело (Терни)
Фосатело је насеље у Италији у округу Терни, региону Умбрија.
Према процени из 2011. у насељу је живело 46 становника. Насеље се налази на надморској висини од 327 м.